# دينيس آوغو

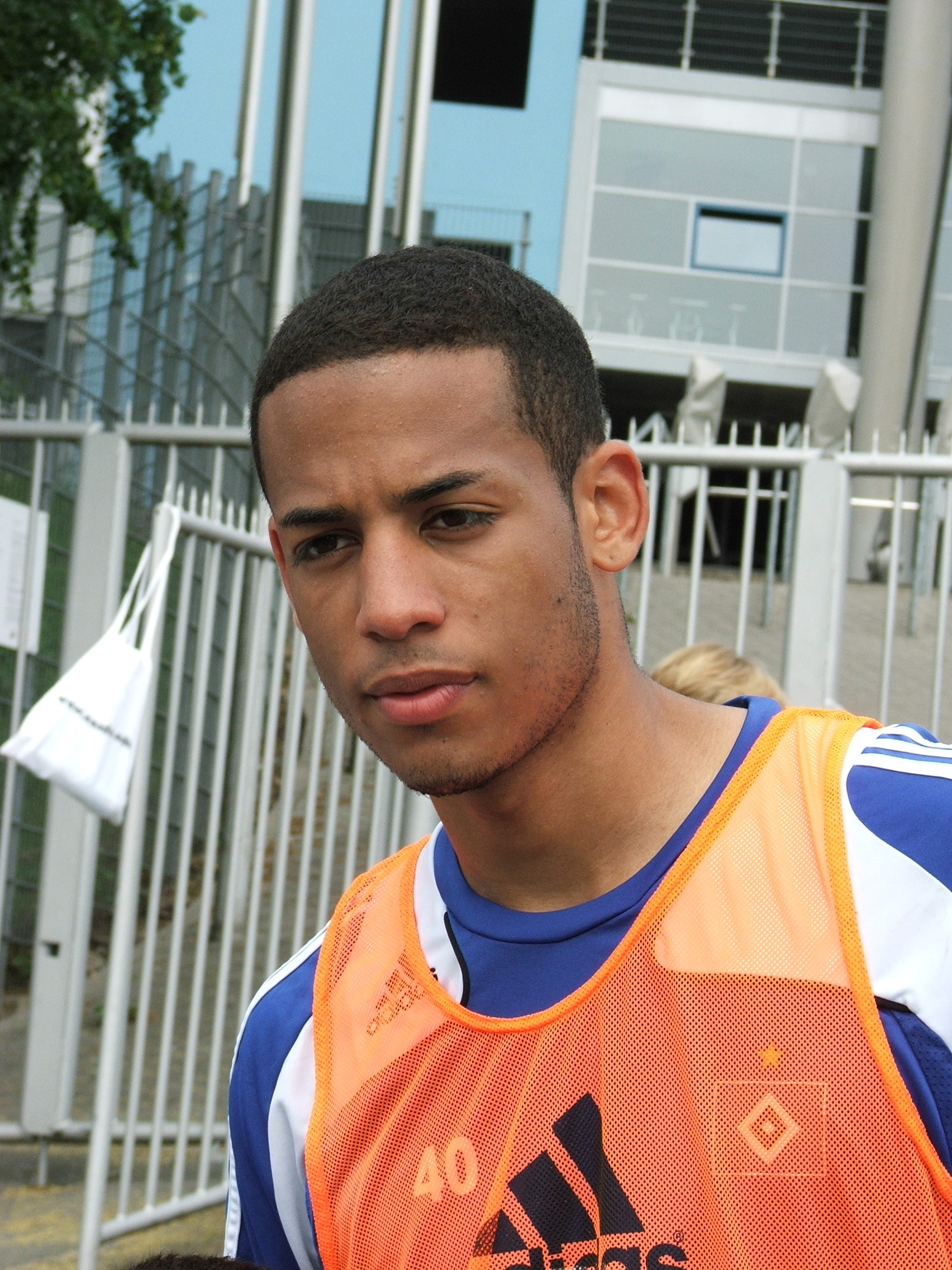
دينيس أوغو

دينيس آوغو (بالألمانية: Dennis Aogo)‏ (مواليد 14 يناير 1987 في كارلسروه - ألمانيا الغربية) لاعب كرة قدم ألماني يلعب حالياً لصالح نادي الدرجة الأولى شالكه الألماني منذ 2014 في مركز قلب الدفاع كما يجيد اللعب في مركز الوسط المدافع .

## مسيرته الكروية
لعب دينيس آوغو خلال مسيرته الاحترافية مع 6 أندية في ثمانية عشر موسمًا وسجل خلالها 16 هدفًا ضمن 353 مباراة. ولم يفز بأي موسم بالكأس أو بالدوري.
خاض دينيس آوغو مسيرته مع نادي فرايبورغ في موسم 2004–05 ليلعب معه أربعة مواسم، مشاركًا في 94 مباراة سجل خلالها 11 هدفًا. ثم انتقل إلى نادي هامبورغ في موسم 2008–09 ليلعب معه ستة مواسم، حيث شارك في 133 مباراة سجل خلالها هدفين. لينتقل بعدها إلى نادي شالكه 04 في موسم 2013–14 ليلعب معه أربعة مواسم، مشاركًا في 65 مباراة ولم يسجل أي هدف. ثم انتقل إلى نادي شتوتغارت في موسم 2017–18 ولمدة موسمين، مشاركًا في 44 مباراة ولم يسجل أي هدف أيضًا. هذا وانتقل لاحقًا إلى نادي هانوفر 96 في موسم 2019–20 لمدة موسم واحد، مشاركًا في 4 مباريات ولم يسجل أي هدف أيضًا.

## روابط خارجية
- دينيس آوغو على موقع الاتحاد الدولي (مؤرشف)  (الإنجليزية)
- دينيس آوغو على موقع الاتحاد الأوربي (الإنجليزية)
- دينيس آوغو على موقع قاعدة بيانات كرة القدم.إي يو (الإنجليزية)
- دينيس آوغو على موقع بيانات كرة القدم. دي إي (الألمانية)
- دينيس آوغو على موقع ناشيونال فوتبول تيمز (الإنجليزية)
- دينيس آوغو على موقع Soccerway.com (الإنجليزية)
- دينيس آوغو على موقع عالم كرة القدم.نت (الإنجليزية)
- دينيس آوغو على موقع كووورة
- دينيس آوغو على موقع AS.com (الإسبانية)